# إم. فرانك رودي
إم. فرانك رودي (بالإنجليزية: M. Frank Rudy)‏ هو مهندس فضاء جوي ومهندس أمريكي، ولد في 24 يناير 1925، وتوفي في 13 ديسمبر 2009.